# Црноглава траварка
Црноглава траварка (лат. Saxicola rubicola) је мала птица певачица која је раније била класификована као подврста "обична црноглава траварка" . Дуго се сматрала чланом породице дроздова, Turdidae, али генетски докази су је и њене сроднике сместили у породицу мухарица Старог света, Muscicapidae. Налази се широм Европе, чак до Украјине и Јужног Кавказа на истоку, и у деловима Северне Африке.

## Таксономија
Црноглаву траварку је формално описао шведски природњак Карл фон Лине 1766. године у дванаестом издању своје „Systema Naturae“ под биномним називом Motacilla rubicola. Ова врста се сада сврстава у род Saxicola који је увео немачки природњак Јохан Матеус Бехштајн 1802. године. Енглески назив потиче од њеног оглашавања, који звучи као два камена ударена један о други. Научни назив Saxicola значи „становник стена“, од латинског saxum што значи „стена“ и incola што значи „обитава“. Специфични епитет rubicola комбинује латинско rubus што значи „купина“ са incola. Назив подврсте hibernans односи се на Ирску (латински, Hibernia).
У прошлости, црноглава траварка се генерално сматрала истоврсном са сибирском траварком (Saxicola maurus) и афричком траварком (Saxicola torquatus), сврставаним заједно као "обична црноглава траварка" Saxicola torquatus . Студија из 2002. године која је користила секвенце мтДНК цитохрома "б" и доказе микросателитског отиска нуклеарне ДНК снажно је подржала њихово раздвајање у засебне врсте. Због неразумевања правила зоолошке номенклатуре, кратко време се назив Saxicola torquatus погрешно користио за црноглаву траварку уместо за афричку траварку.
Заједно са сибирском траварком (Saxicola maurus) и канарском траварком (Saxicola dacotiae), црноглава траварка представља источне и западне представнике евроазијске лозе; азијске и европске популације су се раздвојиле током касног плиоцена или раног плеистоцена, пре отприлике 1,5–2,5 милиона година, а Фуертевентуру су колонизовале птице западне Европе или северозападне Африке нешто касније у раном плеистоцену, пре око 1-2 милиона година.

### Подврсте
Тренутно су препознате две подврсте:
- Saxicola rubicola hibernans (Hartert, E, 1910) - Северозападна Европа у атлантским приобалним подручјима, у југозападној Норвешкој, Великој Британији, Ирској и северозападној Француској. Птице у приобалном Португалу се такође често наводе као ова подврста,[7] али то је спорно[9]
- Saxicola rubicola rubicola ( Linnaeus, 1766) - На југу и истоку свог ареала, од Данске на југозападу до Шпаније и Марока, на истоку до Пољске и Украјине и на југоистоку до Турске. Зимује у Северној Африци и на Блиском истоку

## Опис
Црноглава траварка је 11,5-13 цм дугачка и тешка 13-17 г., нешто је мања од црвендаћа (Erithacus rubecula). Оба пола имају изразито кратка крила, краћа од крила миграторније обичне траварке (Saxicola rubetra) и сибирске траварке (Saxicola maurus). Мужјак црноглаве траварке у гнездећем перју има црне горње делове тела, црну главу, наранџасто грло и груди и бели стомак. Такође има белу полукрагну са стране врата, малу белу мрљу у облику лопатице на крилима и веома малу белу мрљу на плашту, често прошарану црном бојом. Женка има смеђе горње делове тела и главу, а нема беле мрље на врату, плашту или стомаку, ова подручја су прошарана тамносмеђом на блеђој смеђој површини, а једина бела је мрља у облику лопатице на крилима, а чак је и она често жућкасто-бела.
Две подврсте се разликују по интензитету боје пратећи Глогеров закон, при чему је Saxicola rubicola rubicola блеђа и са већим белим мрљама у сувљој европској континенталној и медитеранској клими, а Saxicola rubicola hibernans тамније смеђа са мање беле боје у влажној атлантској океанској клими. Широко се међусобно прожимају тамо где се њихови ареали сусрећу, од југоисточне Енглеске на југ преко Француске и Шпаније, а многе јединке се не могу идентификовати као подврсте. Екстремни примерци Saxicola rubicola rubicola из најсушнијих јужних подручја њеног ареала, као што су Алгарве и Сицилија, посебно су бледи и са великом белом тртицом, и могу бити веома слични сибирској траварки по изгледу. nDNA микросателитски отисак прстију открива веома мали степен раздвајања између две подврсте.
Песма мужјака црноглаве траварке је висока и цвркуће попут обичног попића (Prunella modularis). Оба пола имају кликтајуће оглашавање попут камења које удара једно о друго.

## Распрострањеност и станиште
Црноглава траварка се размножава на вресиштима, приобалним динама и неравним травнатим површинама са раштрканим малим жбуњем и купином, отвореним жбуњем, бусенима или вресом. Црноглаве траварке су миграторне на кратке удаљености или немиграторне, при чему се део популације (посебно из североисточних делова ареала, где су зиме хладније) сели на југ да зимује даље на југу у Европи и шире у северној Африци.

## Понашање и екологија

### Гнежђење
Црноглаве траварке се први пут размножавају када напуне годину дана. Моногамне су током сезоне парења, али се не паре доживотно. Гнездо у потпуности гради женка и поставља га у густу вегетацију близу тла. То је растресита чаша од суве траве обложена длаком и перјем. Јаја се полажу рано ујутру у дневним интервалима. Гнездо се обично састоји од 4-6 јаја, која су бледоплаве до зеленкасто-плаве боје са црвенкасто-смеђим пегама које су бројније на већем крају. Просечна величина јајета је 18,7 мм x 14,4 мм са тежином од 20 г. Женка их инкубира 13-14 дана, почев од дана када је положено последње јаје. Оба родитеља брину о птићима и хране их. Женка лежи на јајима. Птићи добијају комплетно перје 12-16 дана након излегања, али их оба родитеља хране још 4-5 дана, након чега женка почиње да гради ново гнездо за још једно легло, док мужјак наставља да храни младунце још 5–10 дана. Родитељи одгајају два или три легла у сезони.